# Ricardo Zunino
Ricardo Hector Zunino (San Juan, 13 de abril de 1949) é um ex-piloto de Fórmula 1 da Argentina que disputou a categoria entre 1979 e 1981. Zunino disputou 11 Grandes Prêmios pelas equipes Brabham e Tyrrell.

## Todos os resultados na Fórmula 1[2]
(legenda) 
| Ano  | Nome Oficial da Equipe | Chassis      | Motor                | 1        | 2         | 3         | 4         | 5         | 6        | 7         | 8   | 9   | 10  | 11  | 12  | 13  | 14       | 15        | Pontos | Posição  |
| ---- | ---------------------- | ------------ | -------------------- | -------- | --------- | --------- | --------- | --------- | -------- | --------- | --- | --- | --- | --- | --- | --- | -------- | --------- | ------ | -------- |
| 1979 | Parmalat Racing Team   | Brabham BT49 | Ford Cosworth DFV V8 | ARG      | BRA       | RSA       | USW       | ESP       | BEL      | MON       | FRA | GBR | GER | AUT | HOL | ITA | CAN 7º G | USA Ret G | 0      | NC (24º) |
| 1980 | Parmalat Racing Team   | Brabham BT49 | Ford Cosworth DFV V8 | ARG 7º G | BRA 8º G  | RSA 10º G | USW Ret G | BEL Ret G | MON NQ G | FRA Ret G | GBR | GER | AUT | HOL | ITA | CAN | USA      |           | 0      | NC (23º) |
| 1981 | Tyrrell Racing         | Tyrrell 010  | Ford Cosworth DFV V8 | USW      | BRA 13º M | ARG 13º M | SMR       | BEL       | MON      | ESP       | FRA | GBR | GER | AUT | HOL | ITA | CAN      | LVG       | 0      | NC (31º) |